# Cuiciuna melancholica
Cuiciuna melancholica là một loài bọ cánh cứng trong họ Cerambycidae.